# Baffo (personaggio)
Baffo è un personaggio della trilogia di Shannara scritta da Terry Brooks. Appare nel terzo romanzo della serie di Shannara, La Canzone di Shannara.

## Storia
Baffo è un gatto di palude lungo più di tre metri e alto quasi due; è stato trovato, quando era un cucciolo nella Vecchia Palude ferito da qualche animale. Viene curato dal vecchio Cogline insieme a sua nipote Kimber Boh che si affeziona al cucciolo al punto da imparare a comunicare con lui.
Un'altra caratteristica di Baffo è che sa cambiare il colore del suo corpo mimetizzandosi perfettamente con gli alberi, la terra, la vegetazione e qualsiasi altra cosa. Il gatto di palude non è feroce come i gatti selvatici, ma all'occorrenza sa essere pericoloso.
Il gatto di palude fa parte della piccola compagnia formata da Cogline, Kimber e Rone Leah che con Brin Ohmsford si dirigono alla foresta palude Maelmord alla ricerca dell'Ildatch; diversi sono i suoi interventi in favore dei vari personaggi dell'avventura; salva Brin quando sta per essere attaccata da una Malabestia durante il recupero della spada di Rone. Non fa proseguire gli amici di Brin verso Maelmord su richiesta della stessa Brin che gli ha spiegato che corrono un grave pericolo seguendola; combatte contro le Mortombre quando queste assediano il resto della compagnia quando lei da sola a combattere battaglia finale contro il libro della magia nera.
Infine va incontro a Brin facendole ritrovare la strada, dopo aver distrutto l'Ildatch, per uscire dalla foresta-palude.